# Jakov Grcić
Jakov Grcić (Zagabria, 12 aprile 1983) è un giocatore di calcio a 5 croato.

## Carriera

### Club
Grcić inizia a giocare a calcio all'età di 6 anni, approdando al calcio a 5 solamente a 18 anni. Ha militato nei più importanti club croati, vincendo alcuni trofei nazionali. Nella stagione 2012-13 si trasferisce all'Ekonomac, società serba con cui vince il campionato e la Coppa di Lega. Nell'estate del 2013 Grcić si trasferisce al Real Rieti, con la cui maglia esordisce nel campionato di Serie A. In Italia il giocatore non riesce tuttavia ad ambientarsi, rescindendo il contratto dopo appena sei mesi per tornare in patria questa volta nelle file del Macarsca.

### Nazionale
Il 6 luglio 2007 Grcić debutta nella nazionale croata nell'incontro vinto per 7-2 contro l'Angola. Con la selezione balcanica ha partecipato a tre campionati europei, giungendo al quarto posto nell'edizione 2012.

## Palmarès
- Coppa di Croazia: 3
Uspinjača: 2006-07
Spalato: 2015-16, 2017-18
- Campionato serbo: 1
Ekonomac: 2012-13
- Coppa di Lega della Serbia: 1
Ekonomac: 2012-13